# Comet Hopper
Comet Hopper (surnommé CHopper) était un projet de mission spatiale de type atterrisseur proposée en 2011 dans le cadre du programme Discovery de l'agence spatiale américaine, la NASA. L'objectif de la mission était l'étude in situ d'une comète durant son passage au plus près du Soleil. La proposition de mission n'a finalement pas été retenue durant la sélection finale qui a eu lieu en 2012. 

## Historique
En juin 2010, la NASA lance un appel à propositions pour sélectionner la douzième mission du programme Discovery qui est dédié aux projets d'exploration spatiale à coût modéré. L'agence spatiale reçoit 28 propositions et sélectionne en mai 2011 trois d'entre elles. Comet Hopper proposée par l'Université du Maryland, le centre de vol spatial Goddard et Lockheed Martin est une sonde spatiale qui doit effectuer plusieurs atterrissages à la surface d'une comète et étudier les changements provoqués par le Soleil   Les deux autres missions sont :
- Titan Mare Explorer (TiME) constitue la première mission d'exploration directe d'un environnement océanique extraterrestre en amerrissant et en flottant sur une mer d'éthane et de méthane liquide de Titan, la lune de Saturne ;
- InSight est un atterrisseur martien, qui doit étudier la structure interne de cette planète; est  proposée par le Jet Propulsion Laboratory (JPL) avec la participation d'équipes scientifiques de plusieurs pays.

Les trois équipes finalistes reçoivent chacune 3 millions de dollars pour réaliser une étude de conception détaillée. En août 2012, la NASA choisit sur la base de ces documents InSight dont le lancement est planifié pour mars 2016. Conformément au cahier des charges des missions du programme Discovery ,.

## Déroulement de la mission
La sonde spatiale  devait être lancée en 2015 par une fusée Atlas V  401 et utiliser l'assistance gravitationnelle de la Terre pour parvenir à rejoindre en 2022 la comète Wirtanen. Celle-ci circulant sur une orbite 5,4 x 1,06 Unités Astronomiques (U.A. 1 U.A. = distance Terre-Soleil) devait atteindre mi-2024 son périgée au plus près du Soleil. Il était prévu que la sonde spatiale accompagne la comète durant 2 ans. Elle devait effectuer des observations à plusieurs dizaines de kilomètres du noyau et atterrir à plusieurs reprises sur des sites différents pour étudier in situ l'activité de la comète (dégazage, etc.) lié au réchauffement induit par la proximité du Soleil.

## Caractéristiques techniques
Sur le plan technique la sonde spatiale Planet Hopper devait être basée sur la mission Deep Impact mais en fournissant des informations beaucoup plus détaillées que cette mission qui n'avait effectué que de simples survols. Un ASRG devait être utilisé pour produire de l'énergie afin de  prendre en compte l'éloignement du Soleil sur une partie de l'orbite. La sonde spatiale devait emporter les instruments scientifiques suivants :
- Spectromètre infrarouge CHIRS
- Spectromètre de masse alpha CHIMS
- Un spectromètre à rayons X
- Une caméra multi-spectrale CHI
- Un pénétromètre pour mesurer la résistance du sol
- Une sonde thermique pour mesurer la température
- Une caméras panoramique PanCams.